# Renögrundet
Renögrundet (finska: Poroluodonkari eller Krunni) är en ö i Finland. Den ligger i Bottenviken och i kommunen Karleby i den ekonomiska regionen  Karleby i landskapet Mellersta Österbotten, i den nordvästra delen av landet. Ön ligger omkring 15 kilometer norr om Karleby och omkring 430 kilometer norr om Helsingfors.
Öns area är 22,3 hektar och dess största längd är 0,8 kilometer i sydöst-nordvästlig riktning.